# Lola Rhodes
Charlotte Rhodes   est un personnage de fiction de la série télévisée Gossip Girl, interprété à l'écran par Ella Rae Peck.

## Saison 5
Depuis l’accident de Chuck et Blair, Charlie a disparu et Lily a engagé un détective privé pour la retrouver. Lors de la soirée du nouvel an, l'enquêteur a accidentellement trouvé la vrai Charlie Rhodes, inscrite à Julliard.
Quand Lily pense qu'elle a vu Charlie, elle l’appelle par son nom et Lola se retourne. Lily, croyant à une méprise de l'enquêteur, ne fait pas plus attention et laisse tomber ses recherches.
Lola travaille pour la société de restauration qui s'occupe du mariage de Blair. C'est ainsi qu'elle recroise la route de Nate Archibald qui ne se souvenait plus d'elle, et qu'ils commencent plus ou moins à sortir ensemble, même si au départ, elle lui dit clairement qu’elle ne veut pas faire partie de son monde.
Dans l'épisode 15, Crazy Cupid Love, Lola, qui travaille pour la fête organisée à l'Empire, croise sa vieille amie, Ivy Dickens, que Carol avait engagée pour jouer son rôle. Nate, connaissant Ivy sous le nom de Charlie Rhodes, explique la situation à Lola qui reste abasourdie.
Lola comprend qu'Ivy a utilisé son nom, mais n'en connaît pas la raison. Grâce à Gossip Girl, elle retrouve la trace d'Ivy à l’hôpital. Elle s’y rend donc, voit sa mère Carol et lui demande ce qu'elle fait là. Lily, Rufus et Serena sont présents, attendant des nouvelles de Cece. Carol avoue à sa famille que Lola est sa fille et Ivy leur raconte ce que Carol lui a fait faire. 
À la suite de cela, Lola décide de couper les ponts avec sa mère.
Après la mort de Cece, Lola souhaite rester à l'écart de sa famille malgré les insistances de Serena et Lily qui souhaitent l'intégrer. Durant la veillée qui a désigné Ivy comme l'héritière de la fortune des Rhodes, on apprend la raison des actions de sa mère : elle a écarté Lola de la famille parce qu'elle est la fille illégitime de William Van Der Woodsen.
William en apprenant cela cherche à se rapprocher de sa fille.
Serena qui, menacée par la vraie Gossip Girl afin qu’elle lui rende son blog, décide de faire de Lola la nouvelle cible de Gossip girl en faisant d’elle une It-Girl. Lola ne se doutant de rien se fait piéger par Serena qui la prend en photo en petite tenue dans la rue et la publie sur Gossip Girl. Cependant Serena se rend compte que Lola  et Nate se sont aussi servi d’elle pour piéger Diana Payne. C’est alors qu’elle commence une campagne de dénigration contre Lola sur Gossip Girl. À la suite de cela, Lola qui avait obtenu un entretien avec un réalisateur qui l’a rejeté après ce que Serena est publié des fausses rumeurs sur Gossip Girl cherche à démasquer Gossip Girl et découvre que c’est Serena. Elle réussit à le prouver mais est obligée d’utiliser de basses manœuvres. Elle se rend compte qu’elle perd de son intégrité et que sa mère avait sans doute raison de l’écarter de la famille. Elle ne révèle pas à Nate Archibald la double identité de Serena ce qui le pousse à rompre. Elle décide de rester à l’écart de l’Upper East Side et de se reconcentrer sur ses études.
Cependant après que le jugement sur l’héritage est rendu et que les sœurs Rhodes se retrouvent chacune avec une moitié de la fortune familiale, William dit la vérité à Lola sur sa paternité et lui promet de toujours être là pour elle. Serena voit son père avec Lola ce qui la rend perplexe. Elle apprend par Nate que Lola a passé la matinée avec son père et en déduit qu’elles sont demi-sœurs. Elle rapporte tout à sa mère qui s’arrange pour envoyer sa sœur Carol en prison pour fraude. William reste au côté de Lola ce qui rend Serena jalouse. Lola, qui veut se rapprocher de Serena se fait démonter et c’est alors qu’elle récupère la preuve dont elle avait besoin pour démasquer Serena/Gossip Girl. Elle la donne à Nate. Ce dernier s’excuse et ils reprennent leur relation, tout en s’arrangeant pour que la vraie Gossip Girl récupère son site et en essayant de chasser Diana de son poste au Spectator.